# Schloss Utzmannsbach

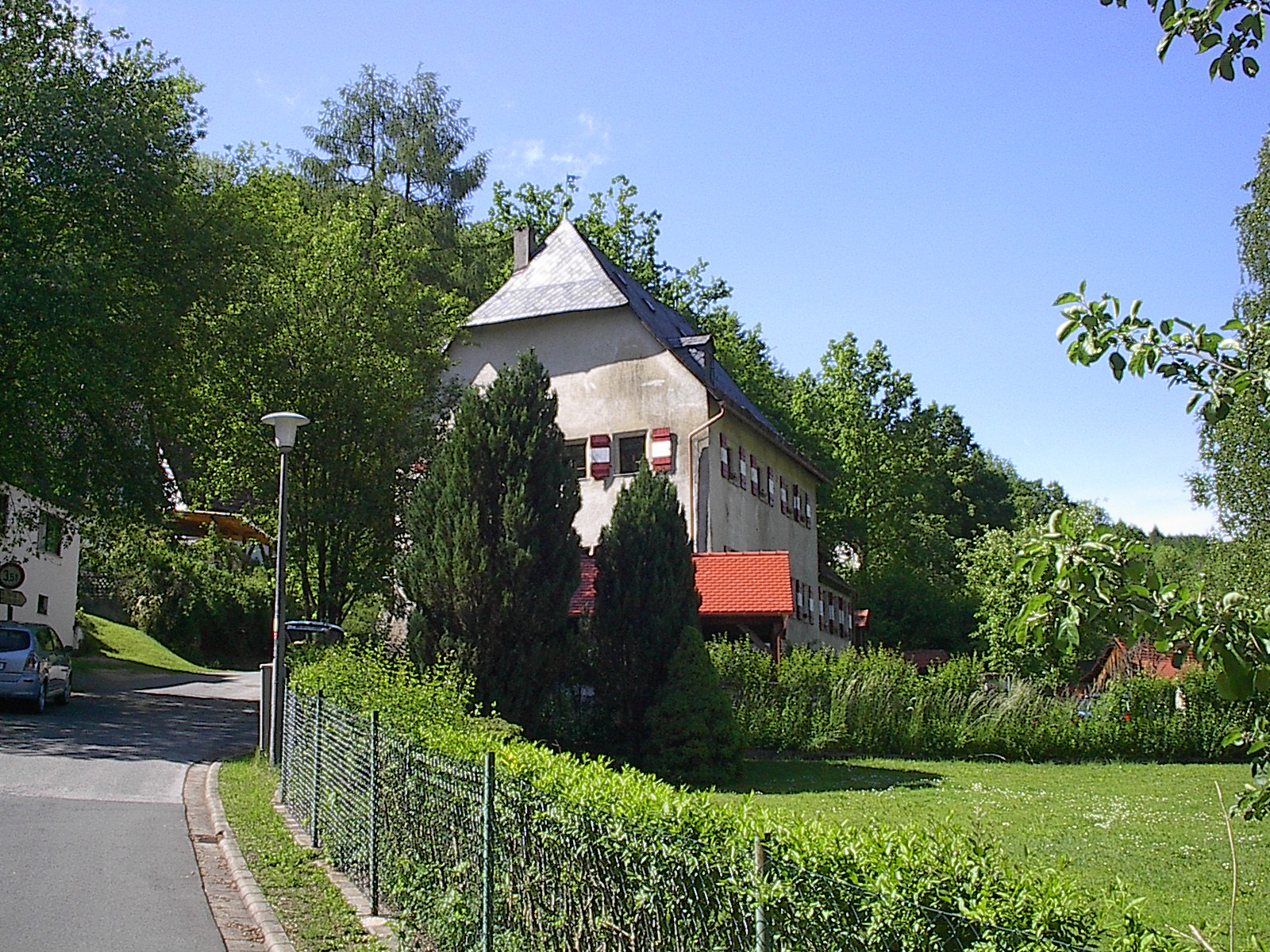
Schloss Utzmannsbach

Schloss Utzmannsbach ist ein Schloss in Utzmannsbach in der Gemeinde Simmelsdorf im Landkreis Nürnberger Land (Mittelfranken, Bayern).

## Geschichte
Erbaut wurde der Edelmannsitz 1374 von den Herren von Wildenstein. Aus dieser Zeit stammt noch eine Spunddecke in dem einst quadratischen, massiven Wohnturm, der 1468 als „steinhaus“ bezeichnet und im 18. Jahrhundert durch einen zweigeschossigen Anbau nach Norden verlängert wurde. Der Turm diente zum Schutz einer Hammeranlage und war vom 14. bis 19. Jahrhundert mit Ecktürmen, Mauern und Weihern umgeben.
Das Hammerwerk wurde noch im 14. Jahrhundert an die Herren von Winterstein verlehnt. 1442 erwarb Philipp Hiltpoltsteiner zu Hüttenbach das befestigte Hammerwerk und belehnte den Hammermeister Contz Schwarzkopf damit. 1446 erwarb das Augustinerkloster Nürnberg das Lehngut, verkaufte es aber 1450 an den Nürnberger Bürger und Montanunternehmer Linhard Groland d. Ä., der bereits den Ansitz im nahen Diepoltsdorf besaß. 1468 hatte sich um einen Herrensitz eine Siedlung gebildet, die kleine Herrschaft hatte auch die niedere Gerichtsbarkeit inne. Zeitweise im Besitz der Peßler als Erben, kam das Gut 1511 wieder an die Groland. Vor 1530 erwarb es der Montanunternehmer Stephan Kanler, der noch weitere Hammerwerke besaß, von den Groland als Unterlehen. Er ließ das Herrenhaus um 1535/36 umbauen; sein Sohn ergänzte einen Lustgarten mit Mauereinfriedung. Schloss Utzmannsbach gehörte zu den wenigen Schlössern, die den zweiten Markgrafenkrieg 1552/53 unbeschadet überstanden. Lehnsherr war ab 1609 die Familienstiftung der Tucher von Simmelsdorf. Ihre Rechte gingen auf Sebald Tucher zurück, der 1609 Katharina Holzschuher, Enkelin der Katharina Groland, geheiratet hatte. Das Gut wurde weiter als Unterlehen vergeben, bis die Tucher es 1792 verkauften. 1836 gründete der Fürther Spiegelglasfabrikant Berlin eine Glasfabrik in dem Hammerbetrieb. Er beseitigte den Wassergraben und die Befestigungen. 1913 veräußert, wurde das Herrenhaus ab 1958 Jugendherberge, was zum Verlust originaler Ausstattung und Bausubstanz führte. 1979/80 renovierte das Herrenhaus die Familie Alberti, die es seither besitzt.

## Baubeschreibung
Das Gebäude ist ein dreigeschossiger Steinbau von der Art einer Turmburg mit Mauerstärken bis zu 1,70 Meter. Das Bauwerk ist in der Liste der Baudenkmäler in Simmelsdorf aufgeführt (Aktennummer D-5-74-158-78):
Ehemaliges Herrenhaus des Hammergutes: Zweigeschossiger Halbwalmdachbau mit verputztem Fachwerkobergeschoss, 17./18. Jahrhundert, nördlich eingeschossiger Fachwerkanbau mit Satteldach
Einfriedung: Sandstein, 17./18. Jahrhundert